# Sex Crimes and the Vatican
Sex Crimes and the Vatican är en dokumentärfilm från 2006 som filmades av Colm O'Gorman. Gorman våldtogs av en katolsk präst som 14-åring.